# Bárányüröm
A bárányüröm vagy római üröm, kis üröm, olasz üröm (Artemisia pontica) az őszirózsafélék (Asteraceae) családjába tartozó növényfaj. Dél-Európában őshonos, alacsony, 25–30 cm-es növésű, szárazságtűrő, évelő növény. Levelei szürkészöldek, virágai zöldek és aprók. Gyógynövényként több évezredes hagyománya van, ma pedig szeszes italok, gyógykészítmények ízesítésére használják. Leveleinek illata kellemes, kámforos.

## Felhasználása
Gyógynövényként friss hajtásait, vagy szárítva az egész, föld feletti hajtást gyűjtik. Jó gyomorerősítő, friss hajtásait pedig máj- és lépproblémák esetén használták. A vermut elődjének tekinthető, bárányürömmel készült, erős német ürmösborok, melyeket étkezés közben fogyasztanak, híresek az emésztést segítő hatásukról.
A bárányüröm enyhe keserűsége kellemes aromával párosul, így gyakran használják vermutok ízesítésére. Gyakori alapanyaga az abszintnak is, általában az utólagos színező-ízesítő eljárás során alkalmazzák.